# Catasetum osculatum
Catasetum osculatum là một loài thực vật có hoa trong họ Lan. Loài này được Lacerda & V.P.Castro mô tả khoa học đầu tiên năm 1995.

## Hình ảnh

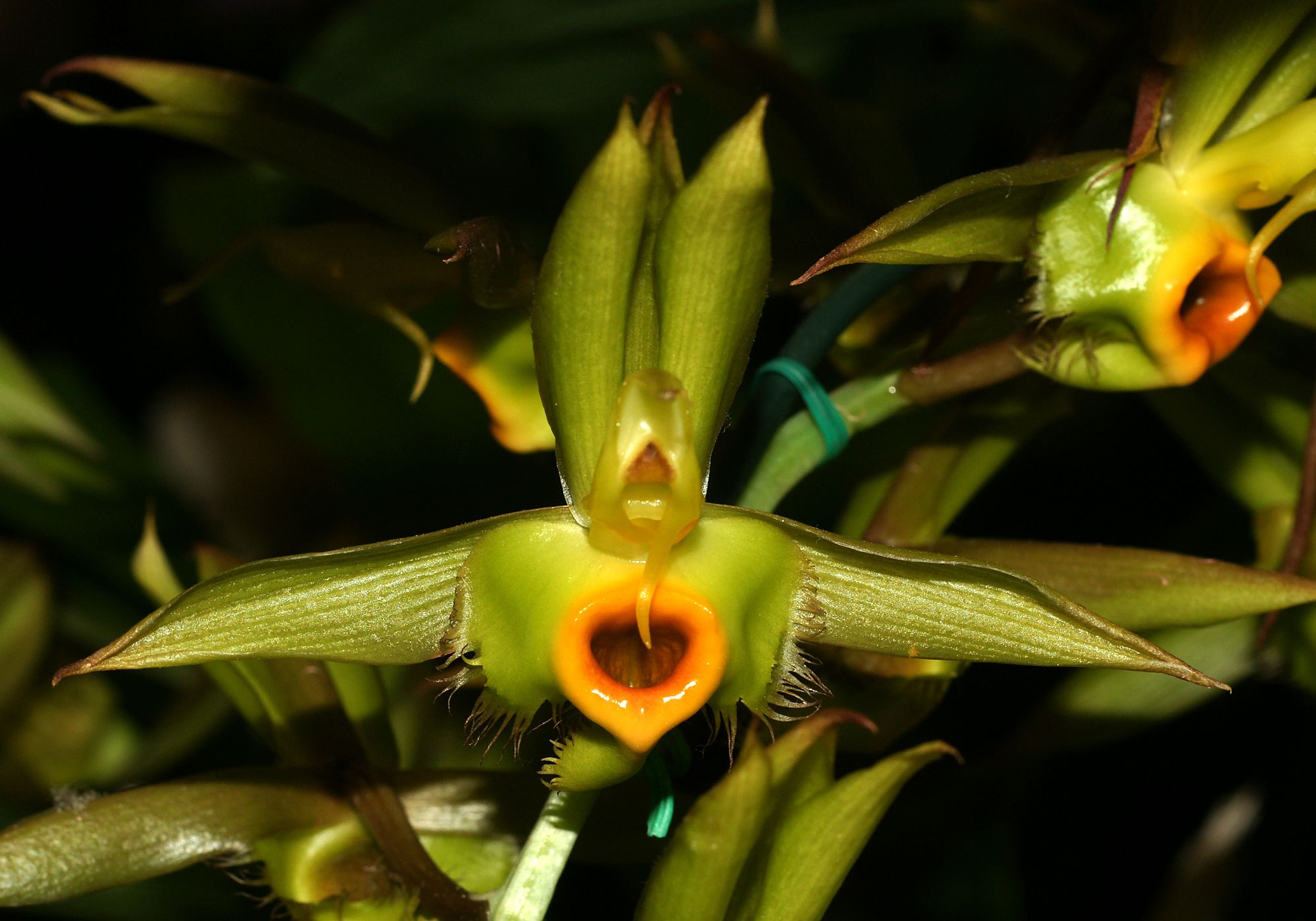
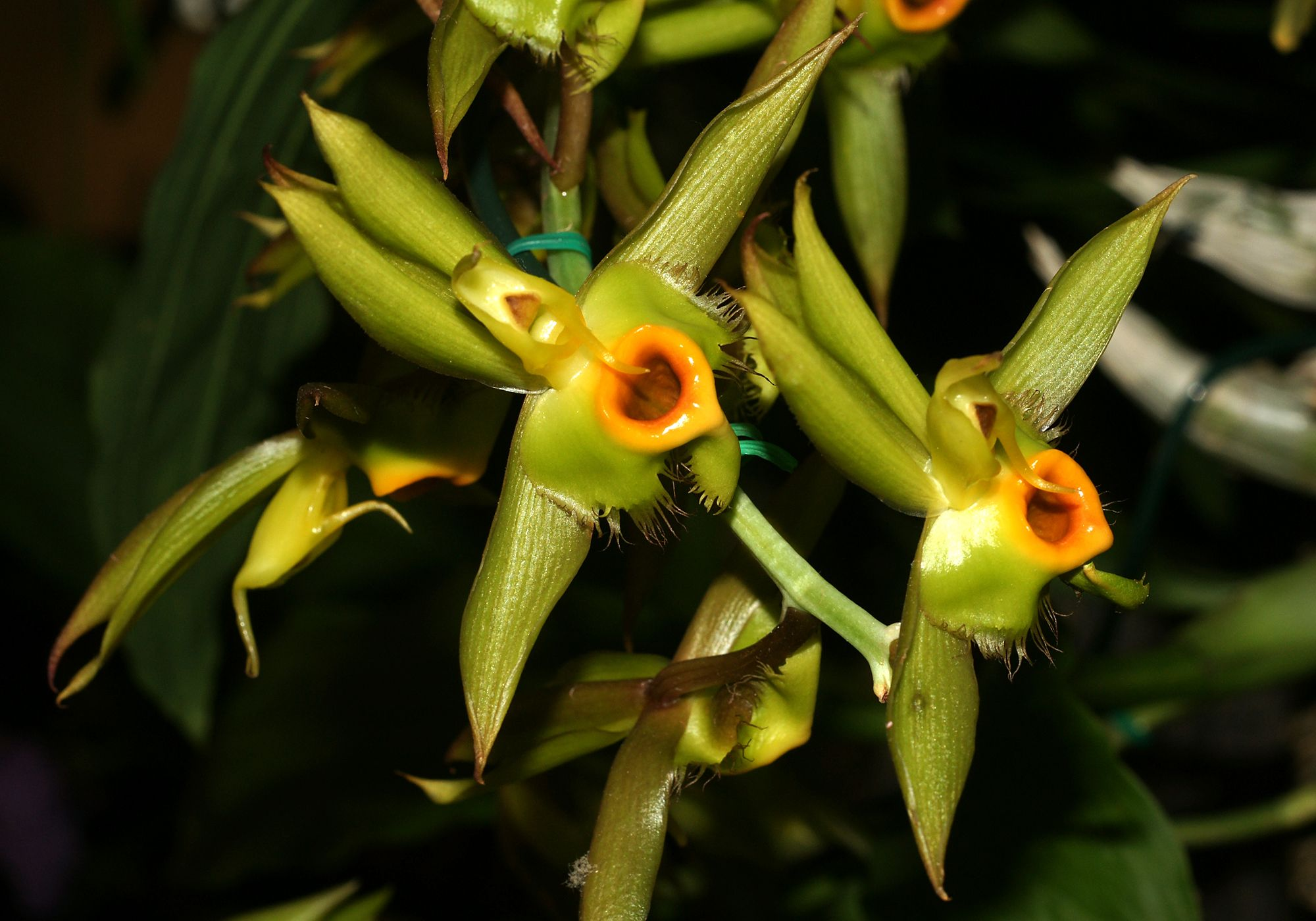
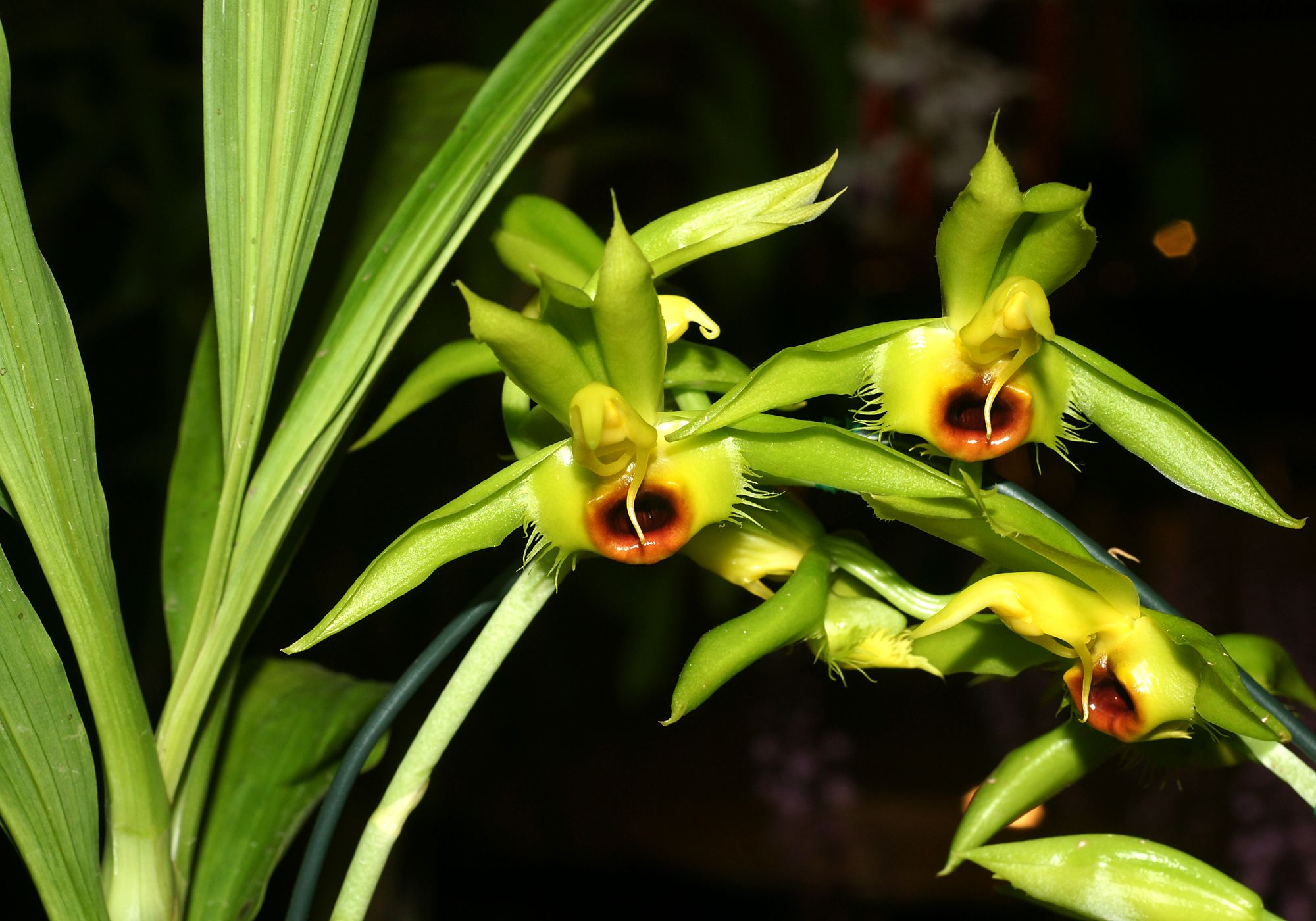